# 정민형
정민형(鄭敏亨, 1987년 5월 14일 ~ 2012년 7월 4일)은 대한민국의 전 축구 선수이다.

## 사망
2012년 7월 4일 경기도 의정부 양주 인근 외곽도로에 주차된 자가용 안에서 숨진 채 발견되었으며, 차 안에서 번개탄과 유서가 발견되었다. 이후 경찰의 수사 결과 잦은 부상으로 인한 우울증이 원인이 되어 자살을 선택한 것으로 결론을 지었다.
그 해 7월 8일 부산 아이파크와 인천 유나이티드와의 리그 경기에서 정민형을 기리기 위한 행사가 개최되었으며, 리그 경기 시작 전 묵념의 시간을 갖고 선수들 역시 조의의 표시로 검은 리본을 유니폼에 착용한 채 경기를 했다.

## 기록

### 클럽
2013년 1월 1일 기준
| 클럽     | 클럽          | 클럽     | 리그 | 리그 | 컵            | 컵            | 리그컵 | 리그컵 | 대륙   | 대륙   | 총계 | 총계 |
| 시즌     | 클럽          | 리그     | 출장 | 득점 | 출장          | 득점          | 출장   | 득점   | 출장   | 득점   | 출장 | 득점 |
| 대한민국 | 대한민국      | 대한민국 | 리그 | 리그 | 대한민국 FA컵 | 대한민국 FA컵 | 리그컵 | 리그컵 | 아시아 | 아시아 | 합계 | 합계 |
| -------- | ------------- | -------- | ---- | ---- | ------------- | ------------- | ------ | ------ | ------ | ------ | ---- | ---- |
| 2011     | 부산 아이파크 | K리그    | 5    | 0    | 0             | 0             | 1      | 0      | -      | -      | 6    | 0    |
| 2012     | 부산 아이파크 | K리그    | 2    | 0    | 0             | 0             | 0      | 0      | -      | -      | 2    | 0    |
| 합계     | 대한민국      | 대한민국 | 7    | 0    | 0             | 0             | 1      | 0      | -      | -      | 8    | 0    |
| 총 계    | 총 계         | 총 계    | 7    | 0    | 0             | 0             | 1      | 0      | -      | -      | 8    | 0    |